# Deerfield Beach
Deerfield Beach est une ville du comté de Broward en Floride, aux États-Unis, dont la population était estimée à 76 478 habitants en 2006. La ville doit son nom aux nombreux cerfs (deer en anglais) qui peuplaient autrefois la région.

## Histoire
C'est en 1877 que commence l'histoire de la ville, alors que Miami au sud et Palm Beach au nord sont déjà des localités florissantes. Vers 1890, quelques maisons sont implantées le long de la Hillsboro River. Au printemps 1896, c'est l'arrivée de la Florida East Coast Railway de Henry Morrison Flagler qui traverse ce lieu pour atteindre Miami en longeant la côte. C'est ensuite l'ouverture d'un bureau de poste, le 22 juin 1898, qui dessert une vingtaine de familles. La petite localité prend alors le nom de Deerfield (en anglais : deer signifie « cerf » ou « biche » et field, « champ »), en raison de l'importante population de cervidés qui paissent le long de la Hillsboro River. Rivière qui forme la limite naturelle du village et qui est traversée par un pont de bois menant à une autre petite localité en train de s'agrandir, celle de Boca Raton.
Vers 1910, le village compte quatre ou cinq magasins, le bureau de poste et deux hôtels. Le développement économique est alors lié à la production agricole, en particulier les tomates qui grâce au dépôt de chemin de fer peuvent être acheminées vers les marchés des grandes villes du nord.
En 1911 on drague la Hillsboro River qui devient un canal reliant Deerfield au lac Okeechobee, situé à environ 70 km au nord-ouest.

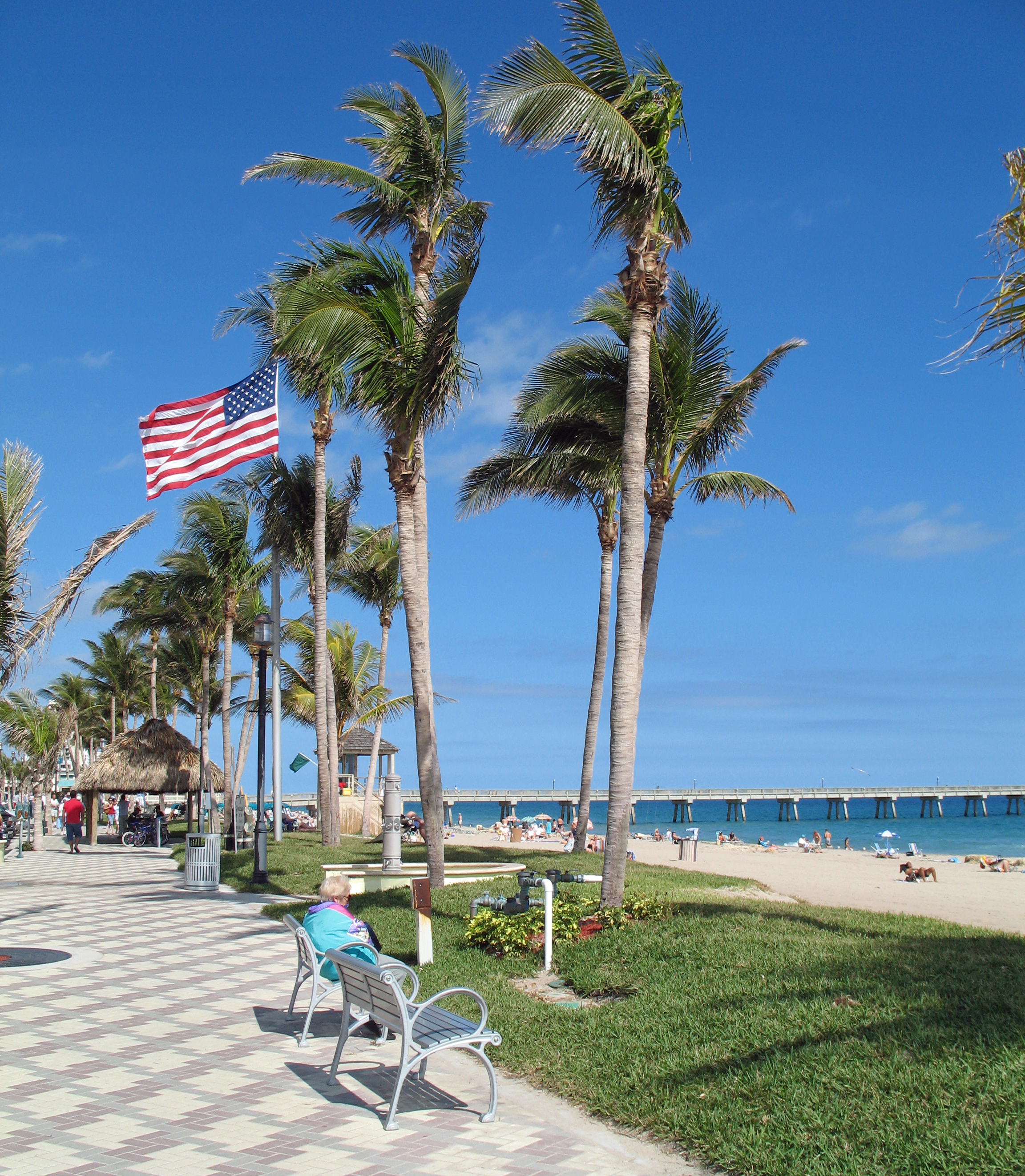
Deerfield Beach : le bord de mer.

Le village de Deerfield, qui compte maintenant 1 300 habitants, est incorporé le 11 juin 1925 et George Emory Butler en devient le premier maire. C'est en 1939 que le nom de la localité devient Deerfield Beach et qui compte maintenant 1 800 âmes. C'est dans les années 1940 que le village commence à se tourner vers le tourisme et des hôtels et motels sont construits le long du rivage atlantique. Sous l'impulsion du Lions Club, des équipements, parcs, terrains de baseball, courts de tennis, cale de construction pour bateaux et autres places récréatives voient le jour, alors que des banques s'installent. 
En 1951, nouveau changement de nom, la ville est rebaptisée City of Deerfield Beach. L'économie s'est maintenant transformée, l'agriculture a fait place au tourisme, à la distribution, à l'industrie et aux services, sa population résidente à l'année dépasse les 50 000 habitants.
Le 18 juin 2018, le rappeur XXXTentacion est victime d'une attaque par arme à feu alors qu'il s'apprête à sortir du parking d'un concessionnaire de motos accompagné d'un ami à lui. Son corps est par la suite transporté à l'hôpital Broward Health North (en). Le service du shérif du comté de Broward confirme le décès de ce dernier sur Twitter dans l'heure qui suit[pertinence contestée].

## Démographie
| 1910 | 1920 | 1930  | 1940  | 1950  | 1960  |
| ---- | ---- | ----- | ----- | ----- | ----- |
| 256  | 437  | 1 483 | 1 850 | 2 088 | 9 573 |

| 1970   | 1980   | 1990   | 2000   | 2010   | - |
| ------ | ------ | ------ | ------ | ------ | - |
| 17 130 | 39 193 | 46 997 | 64 583 | 75 018 | - |

## Décors de film
- 2017 : Baywatch : Alerte à Malibu